# Branden i Stengade 20
Branden i Stengade 20 var en brand den 11. november 1975 i ejendommen Stengade 20 (som ikke lå på den nuværende adresse med samme nummer) på Nørrebro i København. Ejendommen var en af mange beboelsesejendomme i den sorte firkant med korridorlejligheder, som beboere kunne blive fanget i uden mulighed for flugt i tilfælde af brand. 
Samtidig var en opgang i baghuset ved en meget snæver passage spærret af en låst gitterport. Beboerne i ejendommen blev grebet af panik, og mange måtte redde sig ved at springe ned i springlagener. 9 mennesker omkom i branden, der viste sig at være påsat. Først nogle år senere, den 22. april 1977, tilstod en 29 årig mand fra København, at det var ham, der påsatte branden i Stengade 20.
Med baggrund i branden i Stengade 20 og branden på Hotel Hafnia 1973 blev lov af 25. februar 1976 om brandsikring af ældre beboelsesbygninger m. v. vedtaget.